# Liván Hernández

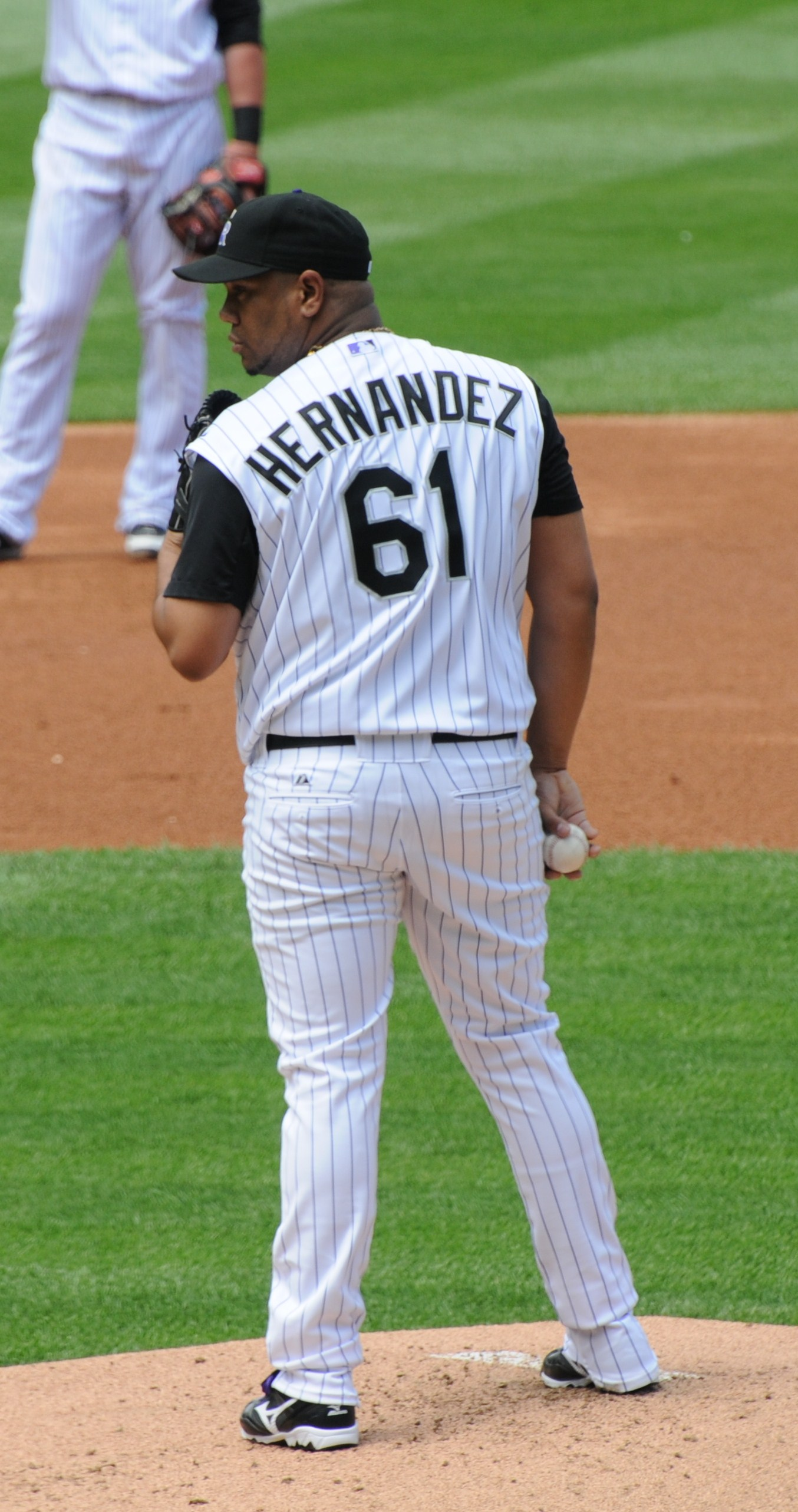
Hernández lanzando para los Colorado Rockies en 2008.

Eisler Liván Hernández Carrera (nacido el 20 de febrero de 1975, en Villa Clara, Cuba) es un expitcher inicialista en las Grandes Ligas de Béisbol para los New York Mets. Es medio hermano del pitcher Orlando "El Duque" Hernández.

## Carrera profesional
Hernández desertó de Cuba para ir a los Estados Unidos en 1995, jugando para los equipos Florida Marlins (1996-1999), San Francisco Giants (1999-2002), Montreal Expos (2003–2004), Washington Nationals (2005-2006), Arizona Diamondbacks (2006-2007), Minnesota Twins y Colorado Rockies (2008). Batea y lanza con la mano derecha.
Habiendo sido seleccionado al Juego de Estrellas en dos ocasiones, Hernández es conocido como un gran pitcher defensivo, habiendo hecho solo 11 errores en su carrera profesional. Es descrito como un "caballo de trabajo"; hace muchos lanzamientos, lanza en muchos innings y comienza todos los juegos necesarios para proveerle a todo el bullpen el descanso necesario. Entre 1998 y 2007, nunca lanzó en menos de 199 innings en cualquiera de esas temporadas. Fue el líder de la Liga Nacional en innings lanzados en tres temporadas consecutivas, de 2003 a 2005, y fue el líder de juegos completos en el primero de esos tres años. En 2005, hizo 150 lanzamientos en nueve innings, aunque el partido de fue a extra innings después de que salió relevado del partido. En 2004 y 2005, fue el líder de las Ligas Mayores con 3.927 y 4.009 lanzamientos, respectivamente. Hernández también es un bateador peligroso, ganando el premio Silver Slugger en la posición de pitcher en 2004.
Después de la temporada de 2005, tuvo tres cirugías en una rodilla, y su rendimiento en la primera mitad de la temporada de 2006 fue a la baja. A media temporada, tenía un porcentaje de carreras limpias permitidas de 5,64 y permitió un porcentaje de bateo de 0,308. Pero en sus últimos cinco partidos con los Nationals, tuvo un promedio de 3,27 con cuatro bases por bolas y 23 strikeouts.
El 7 de agosto de 2006, Hernández fue canjeado de los Nationals a los Diamondbacks por dos jóvenes pitchers prospectos, Matt Chico y Garrett Mock.
En 2007 Liván fue el pitcher que más home runs permitió, con 34.

### Minnesota Twins
El 12 de febrero de 2008, Hernández firmó un contrato por un año y 5 millones de dólares con los Minnesota Twins, con 2 millones adicionales en bonos de rendimiento. 
El 20 de julio de 2008, Hernández fue el mejor pitcher abridor de Minnesota con 10 victorias y con 127,2 inninigs lanzados. Terminó con marca de 10-6 con 5,29 de carreras limpias y 47 strikeouts.
El 1 de agosto de 2008, Hernández fue hecho a un lado para hacerle espacio a Francisco Liriano.

### Colorado Rockies
El 6 de agosto, Hernández fue cambiado a los Colorado Rockies, y ahí terminó la temporada de 2008.

### New York Mets
El 14 de febrero de 2009 Hernández firmó un contrato de Ligas Menores con los New York Mets donde ha estado jugando como uno de los cinco pitchers abridores.

### Regreso a los Washington Nationals
El 26 de agosto de 2009, Hernández volvió a firmar con los Nacionales, donde terminó su temporada número 14 en la MLB...
El 24 de febrero de 2010, firmó un acuerdo de ligas menores para quedarse nuevamente con los Nacionales. Fue llamado el 11 de abril. Hernández tuvo un récord de 10-12 con una efectividad de 3.66 en 2010 y acordó una extensión de contrato de un año con los Nacionales después de la temporada. 
Fue el lanzador titular en el Oppening Day de la temporada 2011 (su cuarta vez dentro de la franquicia). 
El 30 de agosto de 2011 contra los Bravos de Atlanta, Hernández lanzó su lanzamiento número 50,000 de su carrera en la MLB, haciendo que Jair Jurrjens se pusiera en marcha y terminara la entrada. Desde 1988, solo 11 lanzadores han lanzado más lanzamientos.